# Cholet (affluent du Monastier)
Pour les articles homonymes, voir Cholet (homonymie).
Le Cholet est un cours d'eau de France et un affluent du Monastier, donc un sous-affluent de la Loire par le Lignon du Velay.

## Géographie
Le Cholet prend sa source sur la commune de Devesset dans l'Ardèche.
Long de 5,2 kilomètres, il se jette dans le Monastier au niveau du Chambon-sur-Lignon.